# Torre de Goà

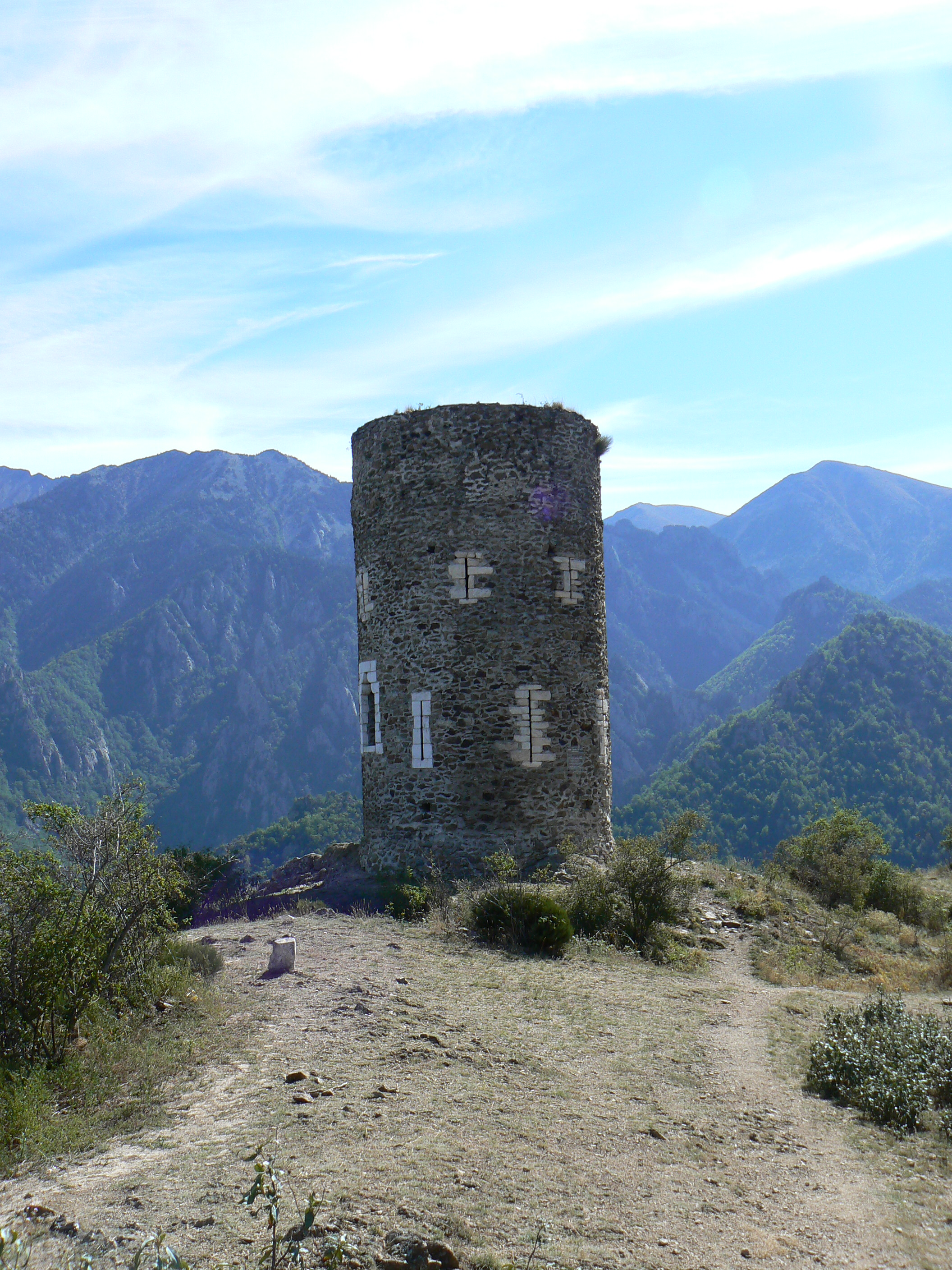
La Torre de Goà

La torre de Goà és una fortificació dels segles XIII o xiv situada als límits dels termes comunals de Saorra i de Castell de Vernet, tots dos de la comarca del Conflent, a la Catalunya del Nord.
Està situada sobre un replà rocós d'una gran visibilitat, a 1.264 m alt, al sud-est del poble de Saorra i al sud-oest del de Castell de Vernet, al nord del Coll de Jau.
Formava part del sistema de vigilància i alerta dels reis de Mallorca i feia d'enllaç entre la zona de l'abadia de Sant Miquel de Cuixà i la zona del Capcir (Matamala, els Angles…), per una banda, i per la torre de Rabastanys comunicava amb Vilafranca de Conflent, al fons de la vall. Possiblement data del segle xiii, tot i que no està gaire documentada. Fou utilitzada pels exèrcits almenys fins al 1670.

## Característiques
És una torre cilíndrica, no eixamplada a la base, de 2,85 m de diàmetre i unes parets d'1,10 de gruix. Constava de planta baixa i dos pisos, amb sostres en cúpula, cadascun amb espitlleres emmarcades per blocs de marbre tallat ben aparellats; les espitlleres del pis superior, set en total, són la meitat més curtes que les de l'inferior, on n'hi ha una menys: la setena fou destruïda per un esvoranc. Els dos pisos eren separats per trespols de fusta, encaixats en els murs, on es poden veure aquests encaixos. Fa 9 m d'alçada, i la vora superior del castell està malmesa per les inclemències naturals. Al capdamunt de l'edifici hi el terrat pla, que tenia una superfície metàl·lica on els guaites feien foc si calia passar l'alerta d'un perill.
Va ser declarada Monument històric de França el 1982, i fou restaurada el 1990.